# Площадь Якуба Коласа
Пло́щадь Яку́ба Ко́ласа (бел. Плошча Якуба Коласа) — площадь в Советском районе Минска, расположена на пересечении проспекта Независимости с улицей Якуба Коласа. С площади начинаются улицы Гикало, Веры Хоружей и бульвар Мулявина. Улица Красная на площади заканчивается. Под площадью расположена одноимённая станция метро. Рядом с площадью находится Белорусская государственная филармония, здание Национального олимпийского комитета Республики Беларусь (бывшее здание Института физкультуры) и Центральный универсальный магазин. При этом ни одно из зданий не имеет адресации по площади Якуба Коласа.

## История

Памятники на площади из произведений поэта. Скульптор — Заир Азгур.

На территории современной площади Якуба Коласа располагалась деревня Комаровка, возникшая в конце XVIII века. Во второй половине XIX века Комаровка вошла в городскую черту.
Формирование Комаровской площади началось в 1930-х годах с реконструкцией так называемых «Комаровских вил» (слияние бывших Борисовского и Логойского трактов). В 1936 году на площади началось строительство здания Белорусского Института Физкультуры (архитекторы А. Воинов, А. Брегман).
В 1939 году архитектором М. Муравьёвым и в 1940 году архитектором А. Климовым были предложены проекты застройки Комаровской площади, которые не были воплощены в жизнь из-за начала Великой Отечественной войны.
В 1952 году площадь начали застраивать по проекту архитекторов М. О. Барща, Л. С. Аранаускаса и Л. Мацкевича, в котором были учтены и развиты предложения довоенных проектов. В 1955—1961 годах был построен корпус полиграфкомбината имени Якуба Коласа, жилой дом в торце площади и здание завода электронных вычислительных машин имени Серго Орджоникидзе. В 1962 году был открыт магазин «Столичный», а в 1963 году — здание Белорусской государственной филармонии. В 1964 завершилось строительство ЦУМа.
В 1953 году через площадь прошёл первый троллейбус (маршрут № 1, Железнодорожный вокзал — Парк Челюскинцев).
После смерти писателя Якуба Коласа в 1956 году Комаровская площадь была переименована в площадь Якуба Коласа.
С 1962 по 1972 годы на площади, ближе к Институту физкультуры, стояла скульптура атома.
К девяностолетию Якуба Коласа, в 1972 году, на площади был установлен памятник писателю, представляющий собой скульптуру Коласа, сидящего на камне. По обе стороны от памятника расположены две скульптурные группы: «Сымон-музыка» и «Дед Талаш» — литературные герои Якуба Коласа. Автор композиции — белорусский скульптор Заир Азгур.
В 1976 году на площади начались первые работы по строительству метро. В 1984 открылась станция метро «Площадь Якуба Коласа».
С 1990 по 1997 год проводилась реконструкция здания ЦУМа (была увеличена площадь основания и надстроено ещё три этажа). Начиная с 1964 года и по настоящее время, это было единственное значительное изменение в застройке площади.